# Anis Saltou
Anis Saltou (en arabe : أنيس سالتو), né le 1er avril 1992 à Tripoli (Libye) est un footballeur international libyen évoluant dans le club du FUS de Rabat. Il joue au poste d'attaquant.

## Biographie
En 2014, il remporte le Championnat d'Afrique des nations de football 2014.
Le 3 août 2016, il signe à l'Étoile sportive du Sahel. En deuxième partie de saison, il est prêté pendant six mois à l'Al-Ahly Tripoli.
Le 12 janvier 2020, il s'engage à l'Ittihad Alexandrie.
Le 23 octobre 2020, il signe un contrat de deux ans au FUS de Rabat.

## Palmarès
Libye A'
- Championnat d'Afrique des nations (1) :
  - Vainqueur : 2014.